# Lactarius salmonicolor
Lactarius salmonicolor är en svampart som beskrevs av R. Heim & Leclair 1953. Lactarius salmonicolor ingår i släktet riskor och familjen kremlor och riskor.   Inga underarter finns listade i Catalogue of Life.

## Bildgalleri

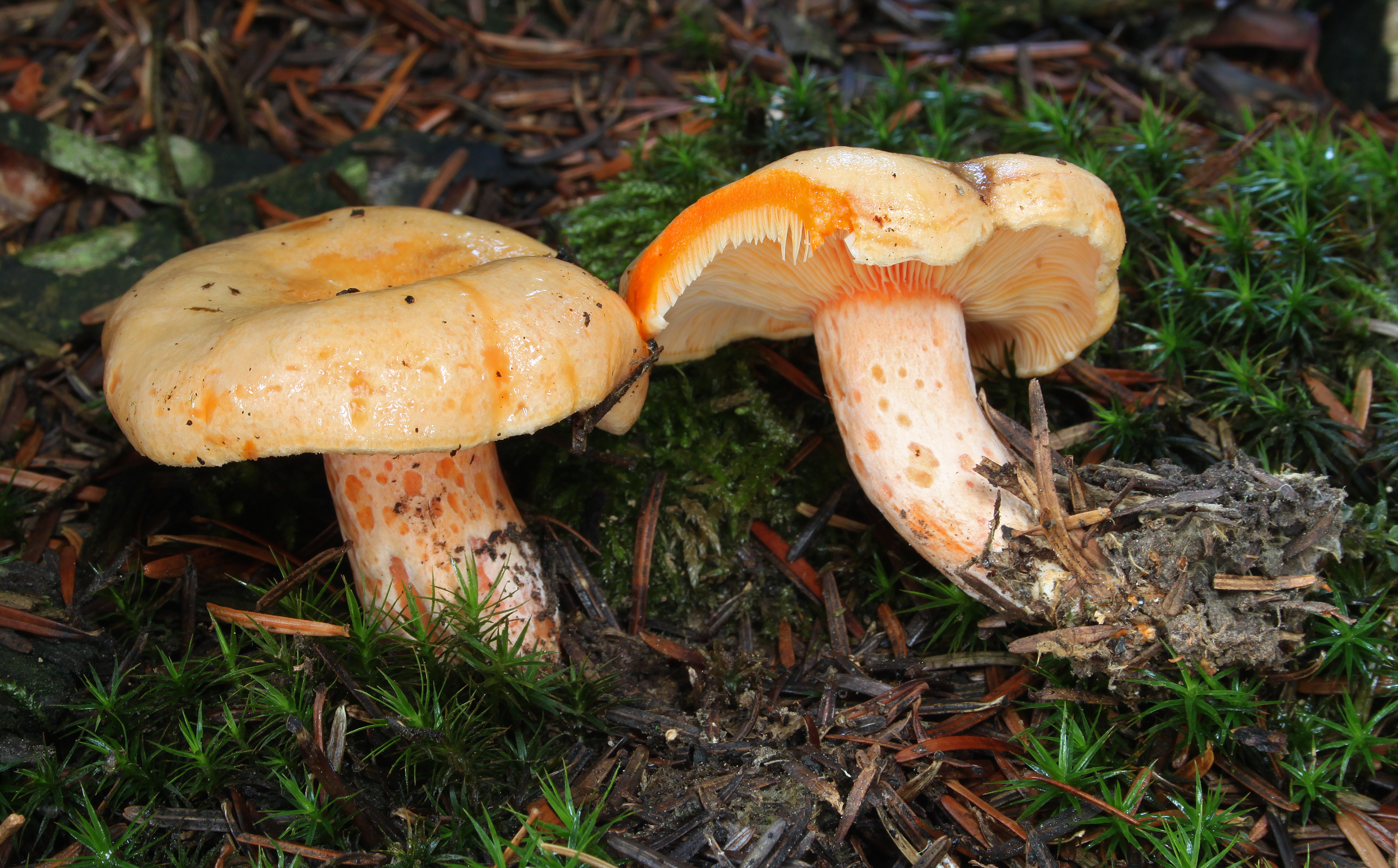
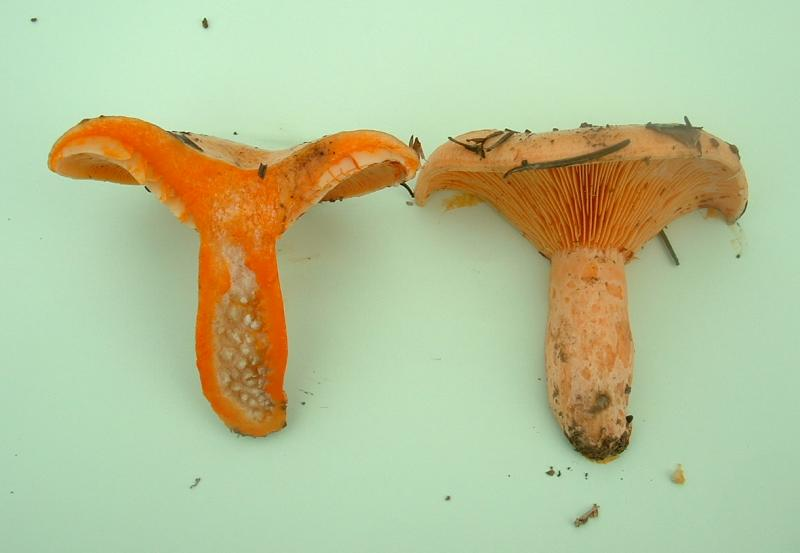
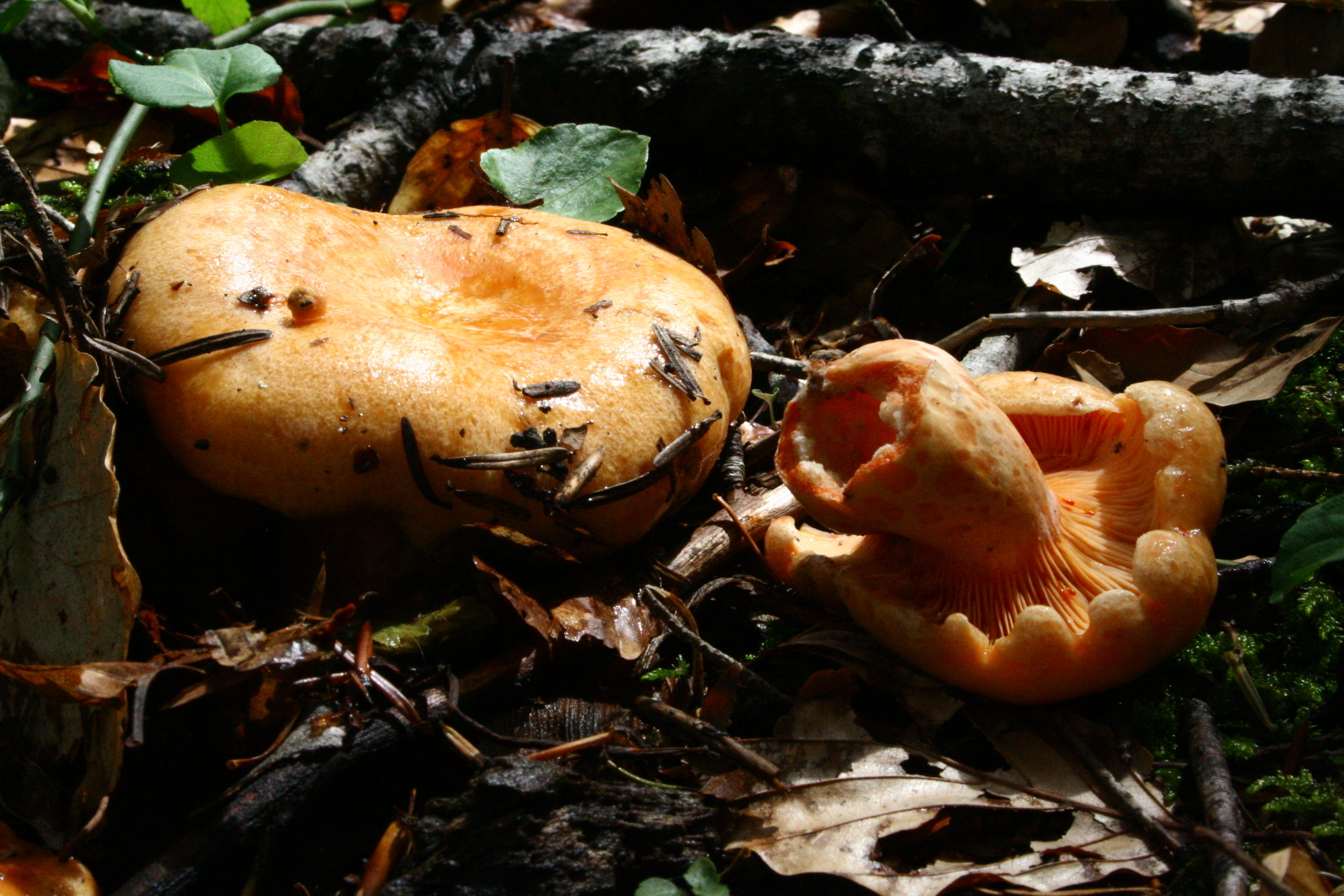
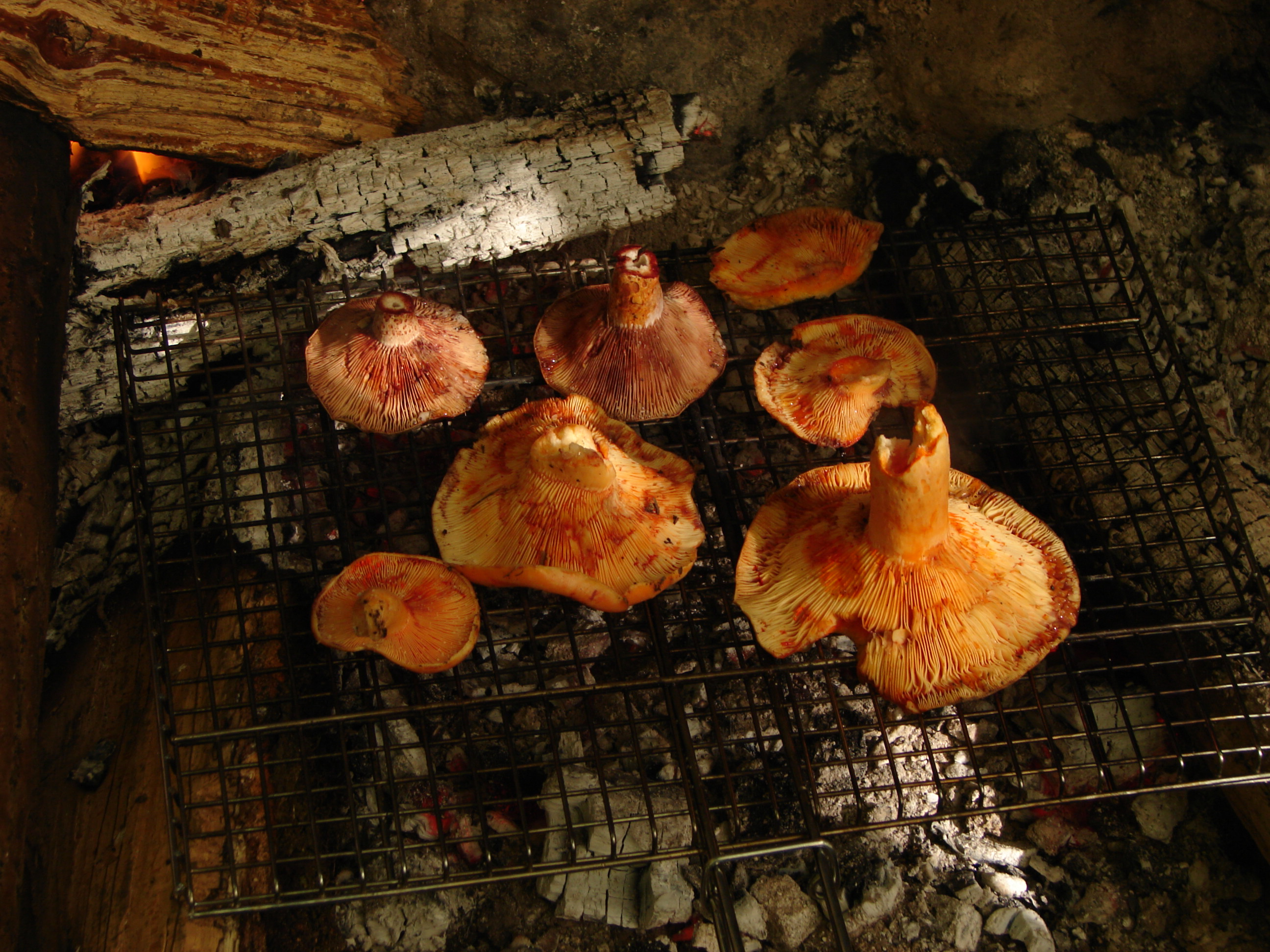
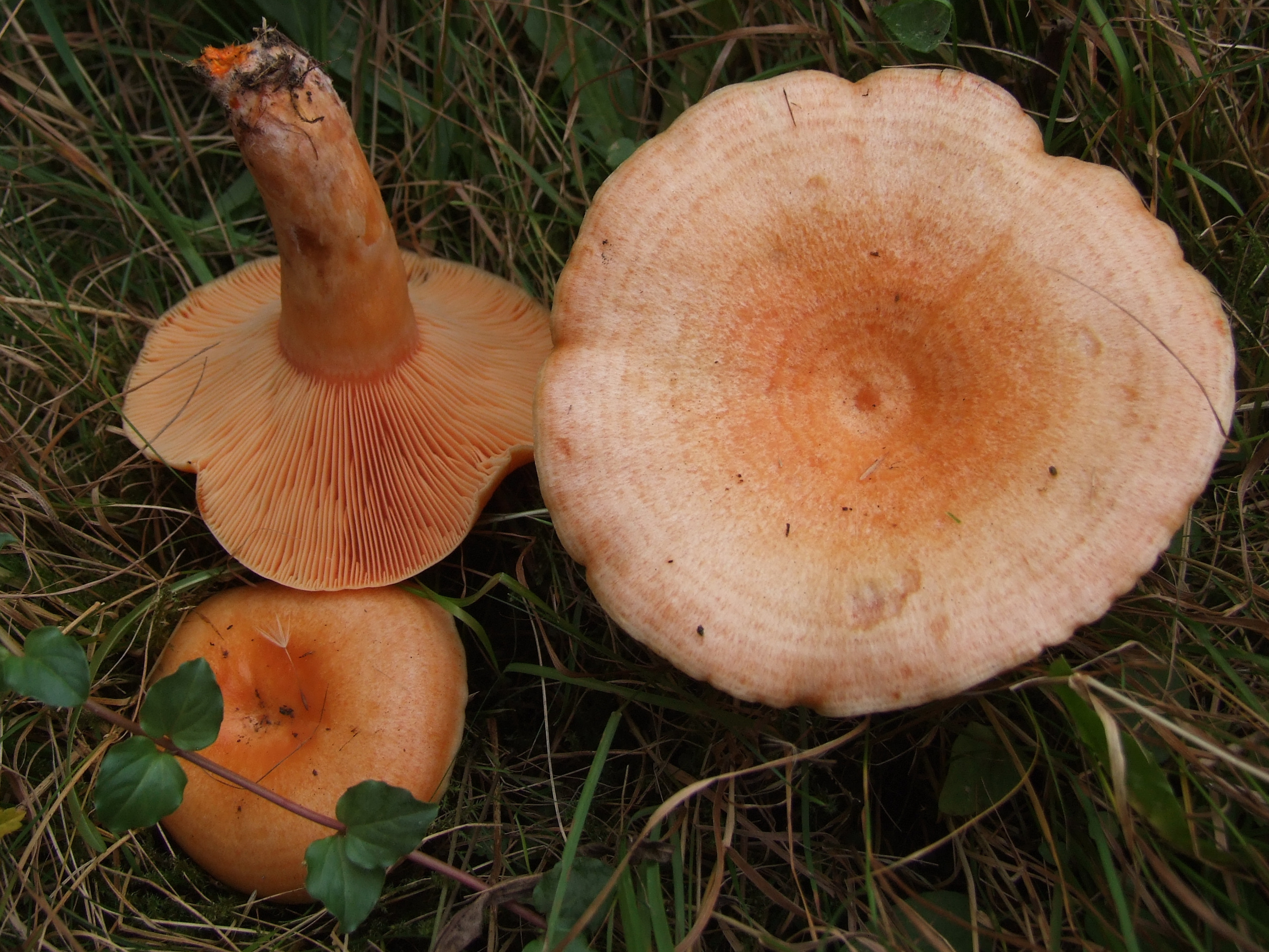
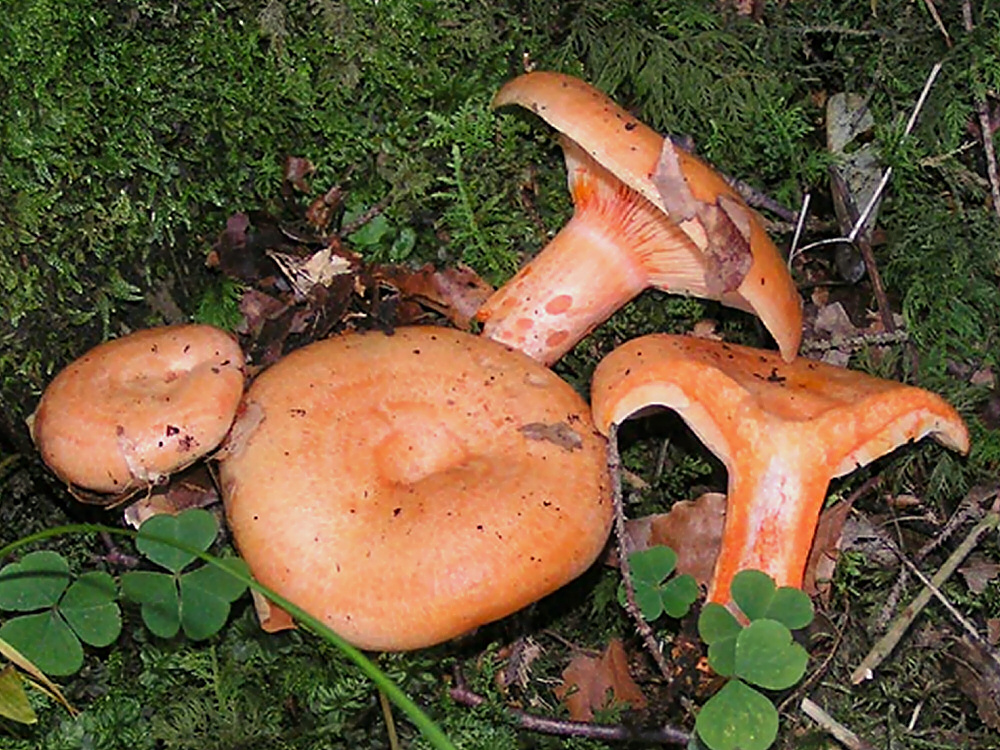
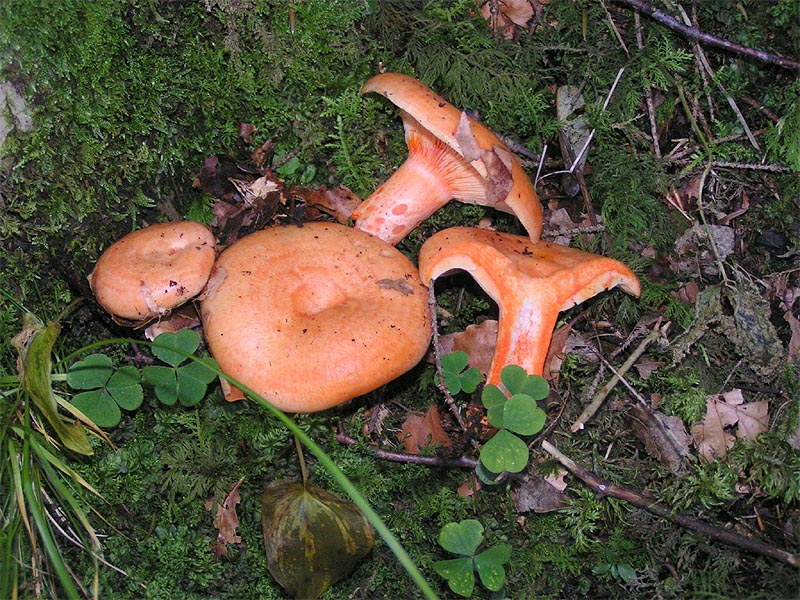